# Christoph Haan
Christoph Haan SOCist (* 1608 in Buchen (Odenwald); † 20. November 1675 im Zisterzienserkloster Schöntal an der Jagst) war ein deutscher Abt des Klosters Schöntal.

## Leben
Christoph Haan wurde 1634 bereits mit 28 Jahren zum ersten Mal zum Abt des Klosters Schöntal gewählt. Da nur ein Teil der Mönche bei der Wahl im Kloster Wettingen anwesend war, wurde er von seinen abwesenden Brüdern nicht anerkannt. Bei einer erneuten Wahl durch den gesamten Konvent im Jahr 1635 wurde Johannes Leonhard Meinhart zum Abt gewählt. Er ernannte Christoph Haan zum Prior. Am 17. Oktober 1636 starb Johannes Leonhard Meinhart und bei der folgenden Wahl am 28. Oktober 1636 wurde Christoph Haan zum Abt gewählt.
Die ersten Amtsjahre von Christoph Haan waren geprägt durch die Wirren des Dreißigjährigen Krieges. Das Kloster wurde mehrmals von den Kriegsparteien besetzt und geplündert. So besetzte auch im Jahr 1647 der französische General Turenne das Kloster und vertrieb die Mönche.
Da Christoph Haan im ganzen Orden geschätzt wurde, hat man ihn im Jahr 1648 als Administrator des Klosters Eberbach eingesetzt, wo er drei Jahre wirkte. In diesen drei Jahren setzte er Pater Michael Schäfer zu seinem Stellvertreter in Schöntal ein.
In seinen letzten Amtsjahren vergrößerte Christoph Haan den Besitz des Klosters durch den Kauf des Ritterguts und des Schlosses Aschhausen.
Abt Christoph Haan starb im Jahr 1675 und wurde in der Abteikirche beigesetzt, wo heute noch sein Grabstein erhalten ist. Die Inschrift lautet: Christophori Galli prodest vigilantia valli primaevo flori quam redidit atque decop. Anno 1675, die 20. novemb., obiit reverend'mus D. Christopherus, Abbas 44 tus in Schonthal et postulatus in Erbach. Anno aetatis 68, regiminis 40. Salvum fac dextera tua.